# Важский край
«Ва́жский кра́й» — шенкурская районная еженедельная газета, издаваемая с 24 апреля 1918 года. Была основана под названием «Шенкурская советская газета», а своё современное наименование получила 27 августа 1991 года. Газета выходит по пятницам.

## Прежние названия
- «Шенкурская советская газета» (1918 год);
- «За народ» (с 1918 по 1919 год);
- «На борьбу» (с 1919 по 1921 год);
- «Красная Вага» (с 1921 по 1925 год);
- «Шенкурский лесоруб» (1929 год);
- «Лесной рабочий на сплаве» (с 1929 по 1930 год);
- «Лесная новь» (с 1930 по 1957 год);
- «Красное знамя» (с 1957 по 1962 год);
- «Ленинец» (с 1963 по 1991 год).

## Редакторы газеты
- И. В. Боговой;
- А. М. Новиков;
- П. Н. Костылев;
- П. С. Семаков;
- З. М. Попова;
- А. М. Нечаев;
- Н. П. Иванова;
- Э. А. Шпанов;
- Л. А. Добрынина;
- В. Н. Чудинов;
- В. Г. Чухин;
- В. В. Павловская.

## Награды
- В 1983 году «Ленинец» стал лауреатом третьей премии Всесоюзного конкурса имени М. И. Ульяновой на лучшую постановку массовой работы и получил диплом Союза журналистов СССР.
- В октябре 2006 года «Важский край» занял 3 место во Всероссийском конкурсе региональных газет «Метранпаж» на лучшее полиграфическое и техническое исполнение в номинации «Еженедельник».
- В мае 2007 года газета стала дипломантом профессионального конкурса журналистов Северо-Западного региона «СеЗаМ-2007» и получила специальный приз «За освещение темы приоритетных национальных проектов»[1].